# Cytaea albolimbata
Cytaea albolimbata är en spindelart som beskrevs av Simon 1888. Cytaea albolimbata ingår i släktet Cytaea och familjen hoppspindlar. Inga underarter finns listade i Catalogue of Life.